# Nerve War
Nerve War — перший реліз канадського гурту Front Line Assembly (відомого на той час як Frontline Assembly). Даний альбом був випущений обмеженою кількістю касет (від 50 до 100). Пісні даного альбому на записі звучать більш індустріально, ніж наступні роботи Ліба, у яких за основу був взятий стиль EBM.
Є три різні версії Nerve War, у яких змінюється трек-лист, довжини та назви треків. Оригінальне видання містило трек «Thy Glory», який був видалений з наступної версії за наполяганням cEvin Key з Skinny Puppy в зв'язку з використанням бас-партії з його пісні. «The Steal» та «Cold As Ice» були також видалені за невідомою причиною, та замінені двома безіменними треками. На третій версії Nerve War трек «Thy Glory» з'являється разом з іншими новими треками «View To Kill», «To The World», «Holy War I», та «Holy War II».

## Трек-лист
Три різні версії Nerve War були випущені. Кожна версія відрізняється складом та піснями, які є унікальними в кожній версії. Довжини оцифрованих треків різних версій також коливаються.

### Версія 1 (Оригінальна)
| Версія 1 - Сторона A | Версія 1 - Сторона A  | Версія 1 - Сторона A |
| #                    | Назва                 | Тривалість           |
| -------------------- | --------------------- | -------------------- |
| 1.                   | «N-29»                | 7:06                 |
| 2.                   | «Staahl»              | 4:30                 |
| 3.                   | «Controversy»         | 5:38                 |
| 4.                   | «Certain Style»       | 6:03                 |
| 5.                   | «Power of Oppression» | 5:58                 |
| 6.                   | «The Steal»           | 7:10                 |
| 7.                   | «Cold as Ice»         | 4:28                 |
| 8.                   | «Thy Glory»           | 4:54                 |
| 45:42                |                       |                      |

| Версія 1 - сторона B | Версія 1 - сторона B | Версія 1 - сторона B |
| #                    | Назва                | Тривалість           |
| -------------------- | -------------------- | -------------------- |
| 1.                   | «Front Line»         | 5:03                 |
| 2.                   | «As of You»          | 4:56                 |
| 3.                   | Untitled             | 3:50                 |
| 4.                   | «Give It to Me!»     | 7:03                 |
| 5.                   | «Shadows»            | 6:15                 |
| 6.                   | «Take 2»             | 6:24                 |
| 7.                   | «Overcome»           | 8:14                 |
| 8.                   | «Excile»             | 4:51                 |
| 46:36                |                      |                      |

### Версія 2
Дана версія була створена після того, як cEvin Key наполіг на видаленні «Thy Glory».
| Версія 2 - Сторона A | Версія 2 - Сторона A  | Версія 2 - Сторона A |
| #                    | Назва                 | Тривалість           |
| -------------------- | --------------------- | -------------------- |
| 1.                   | «N-29»                | 7:06                 |
| 2.                   | «Staahl»              | 4:30                 |
| 3.                   | «Controversy»         | 5:38                 |
| 4.                   | «People»              | 5:50                 |
| 5.                   | Untitled              | 5:39                 |
| 6.                   | Untitled              | 6:02                 |
| 7.                   | «Certain Style»       | 6:03                 |
| 8.                   | «Power of Oppression» | 5:58                 |
| 45:54                |                       |                      |

| Версія 2 - Сторона B | Версія 2 - Сторона B | Версія 2 - Сторона B |
| #                    | Назва                | Тривалість           |
| -------------------- | -------------------- | -------------------- |
| 1.                   | «Front Line»         | 5:03                 |
| 2.                   | «As of You»          | 4:56                 |
| 3.                   | Untitled             | 3:50                 |
| 4.                   | «Give It to Me»      | 7:03                 |
| 5.                   | «Shadows»            | 6:15                 |
| 6.                   | «Take 2»             | 6:24                 |
| 7.                   | «Overcome»           | 8:14                 |
| 8.                   | «Excile»             | 4:51                 |
| 46:36                |                      |                      |

### Версія 3 («промо-запис»)
Даючи інтерв'ю для журналу фан-клубу Depeche Mode, New Life, Білл Ліб презентував інтерв'юверам промо-запис. Трек-лист був неповним та вміщував 7 треків з 14 з промо-запису. Чотири з цих пісень були ідентифіковані як пісні з інших релізів або майбутніх. Двоє з треків («View To Kill» та «To The World») можуть бути якимись безіменними треками, «As of You» не була присутня на промо-записі. Інша частина запису була виконана з пісень інших версій Nerve War, та виконана з невипущених треків, які з'явились в майбутніх компіляціях.
| Версія 3 | Версія 3                                                | Версія 3   |
| #        | Назва                                                   | Тривалість |
| -------- | ------------------------------------------------------- | ---------- |
| 1.       | «Holy War I»                                            | 3:19       |
| 2.       | «Certain Style» (включена в список на обкладинці)       | 6:18       |
| 3.       | «Power of Oppression» (включена в список на обкладинці) | 6:16       |
| 4.       | «The Steal»                                             | 7:10       |
| 5.       | Untitled                                                | 4:03       |
| 6.       | «Front Line» (включена в список на обкладинці)          | 5:15       |
| 7.       | Untitled                                                | 4:47       |
| 8.       | Untitled                                                | 5:08       |
| 9.       | Untitled                                                | 4:42       |
| 10.      | «Thy Glory» (включена в список на обкладинці)           | 4:17       |
| 11.      | «N-29»                                                  | 7:09       |
| 12.      | «Staahl»                                                | 4:38       |
| 13.      | «Elusive»                                               | 6:11       |
| 14.      | «Holy War II»                                           | 2:52       |